# Franken (Waldenburg)
Franken ist ein Ortsteil der Stadt Waldenburg im Landkreis Zwickau (Freistaat Sachsen) an der Grenze zu Thüringen. Der Ort wurde am 1. Juli 1950 nach Dürrenuhlsdorf eingemeindet, mit dem er am 1. Januar 1999 zur Stadt Waldenburg kam.

## Geografie

### Geografische Lage
Franken liegt im nördlichen Stadtgebiet von Waldenburg an der Grenze zum Freistaat Thüringen (Altenburger Land). Der durch den Ort fließende Frankener Dorfbach entwässert in die Zwickauer Mulde.

### Nachbarorte
|          | Göpfersdorf                                 | Wolperndorf |
| Schwaben | Kompassrose, die auf Nachbargemeinden zeigt | Schlagwitz  |
|          | Dürrenuhlsdorf                              |             |

## Geschichte

### Ortsgeschichte von Franken

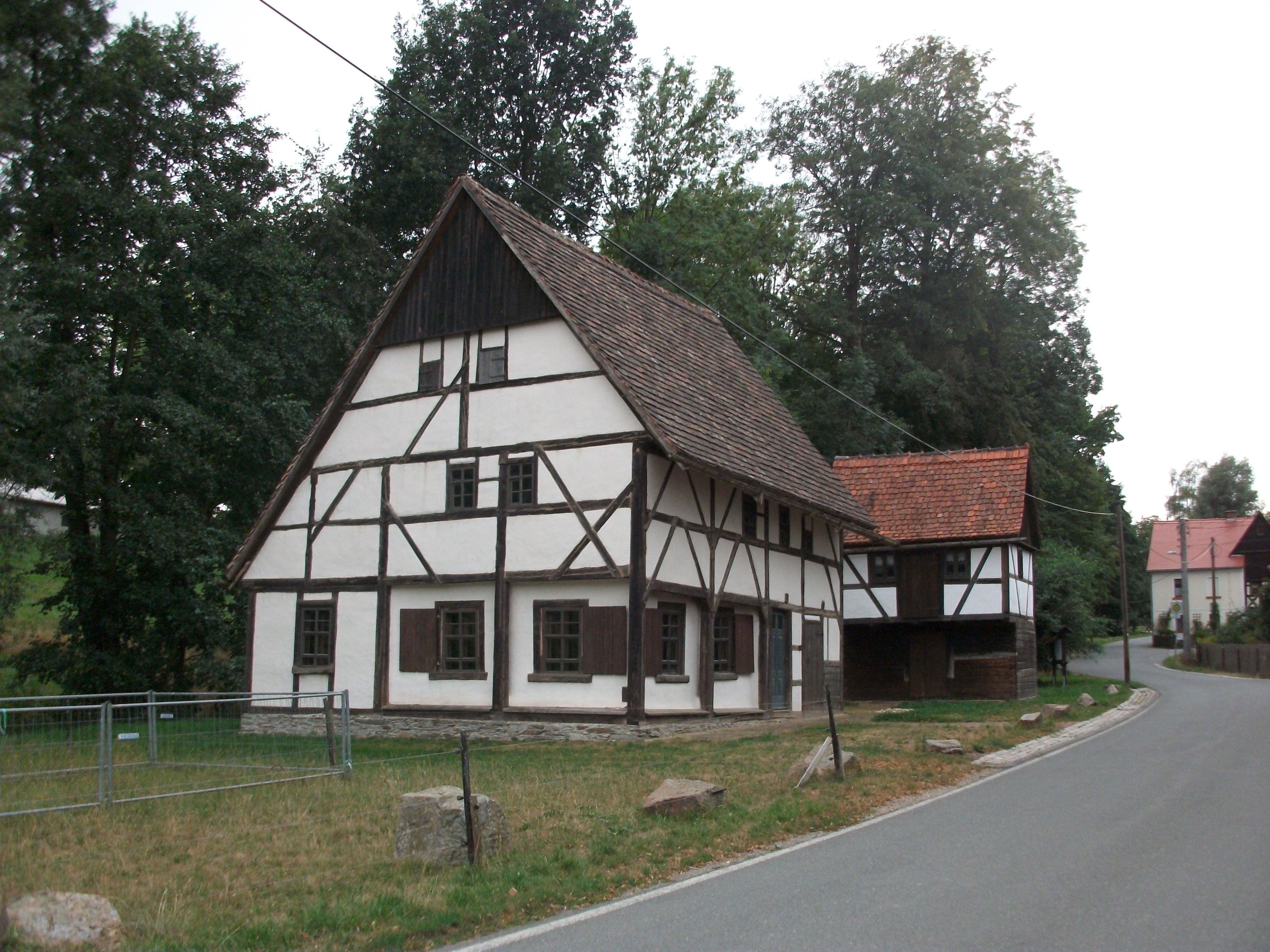
Fachwerkhaus in Franken

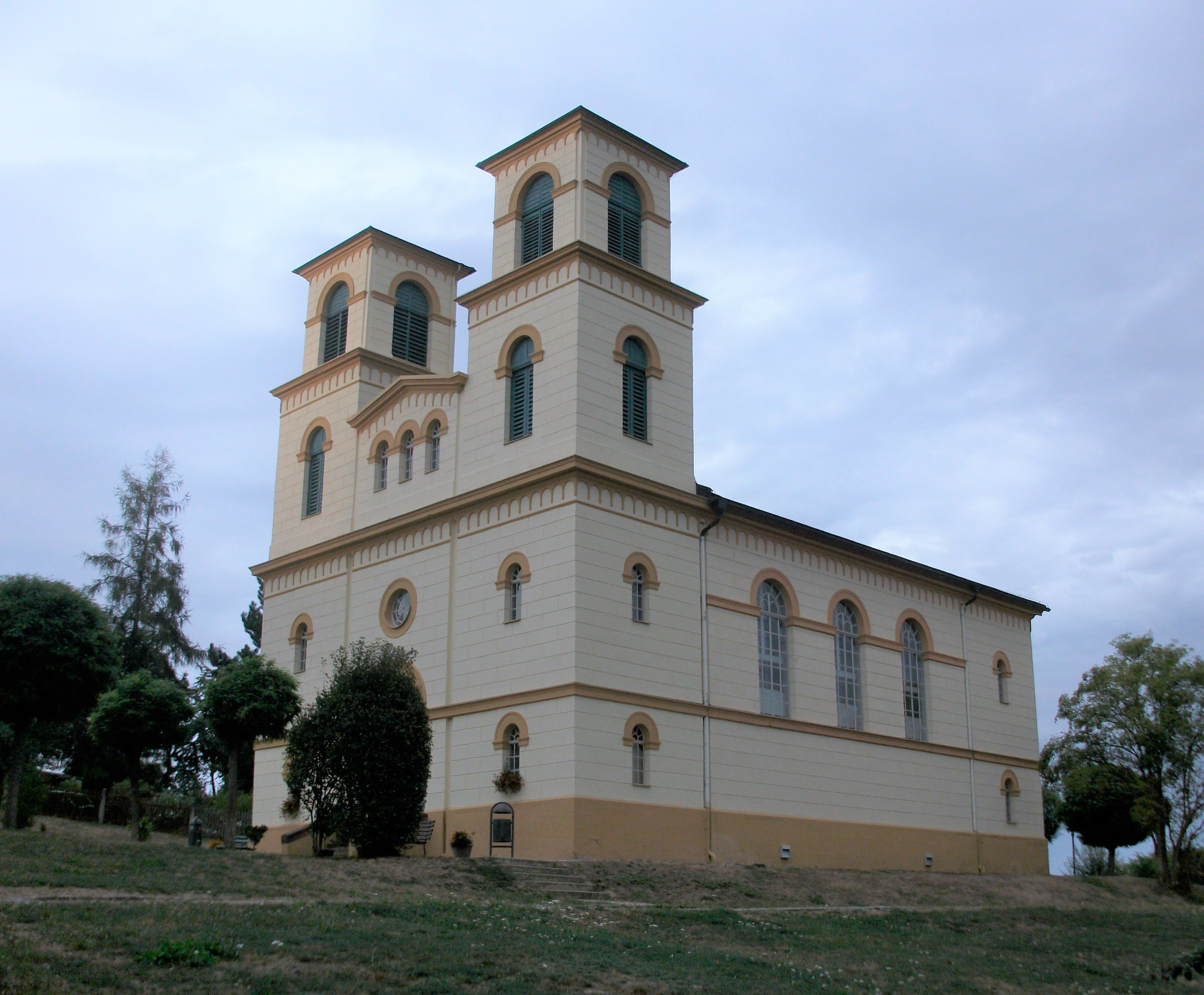
Dorfkirche Franken, heute als Veranstaltungszentrum genutzt

Analog zu vielen Orten der Region erfolgte die Besiedlung des Orts auf Veranlassung des  Grafen Wiprecht von Groitzsch im 12. Jahrhundert. Das Waldhufendorf Franken wurde im Jahr 1421 als „Francken“ erwähnt. Der Ortsname entstand durch die Herkunft der Siedler, die aus dem Herzogtum Franken (Gegend um Fulda, Nürnberg und Rothenburg ob der Tauber) kamen. Ähnlich wie beim Nachbarort Schwaben hängt der Ortsname somit mit den ersten Siedlern zusammen.
Franken gehörte ursprünglich vollständig zum Besitz des Klosters Remse, welches ein Tochterkloster des Klosters Bürgel in Thüringen war. Im Jahr 1488 fiel der Großteil des Orts als Vasallendorf unter die Herrschaft der Herren von Schönburg. Er gehörte in der Folgezeit bis ins 19. Jahrhundert als Amtsdorf zur schönburgischen Herrschaft Waldenburg. Lediglich ein kleiner Teil von Franken mit 5 Häusern und 33 Einwohnern (Stand: 1834) verblieb nach 1488 unter der Verwaltung der unter kursächsischer Lehnshoheit stehenden schönburgischen Herrschaft Remse, die aus dem Besitz des 1533 im Zuge der Reformation aufgelösten Klosters Remse hervorgegangen war. Ein weiterer kleiner Anteil von Franken mit ebenfalls 5 Häusern und 30 Einwohnern (Stand: 1834) stand unter der Verwaltung der kursächsischen Herrschaft Wolkenburg, welche als Enklave in den Schönburgischen Herrschaften zum kursächsischen Amt Borna gehörte.
Im 19. Jahrhundert veränderte sich die Zugehörigkeit der nicht zur schönburgischen Herrschaft Waldenburg gehörigen Anteile von Franken. Im Rahmen der administrativen Neugliederung des Königreichs Sachsens wurde Franken (Remser Anteil) als Teil der schönburgischen Lehnsherrschaft Remse im Jahr 1835 der Kreisdirektion Zwickau unterstellt. Die Lehnsherrschaft Remse mit ihren Orten wurde seitdem administrativ durch das königlich-sächsische Amt Zwickau verwaltet. 1856 kam dieser Anteil zum Gerichtsamt Remse und im Jahr 1875 zur Amtshauptmannschaft Zwickau. Der königlich-sächsische, zur Herrschaft Wolkenburg gehörige Anteil von Franken kam im Jahr 1851 an das königlich-sächsische Gericht Limbach und 1856 als Teil der einstigen Herrschaft Wolkenburg zum Gerichtsamt Penig, das im Jahr 1875 in der Amtshauptmannschaft Rochlitz aufging.
Nachdem auf dem Gebiet der Rezessherrschaften Schönburg im Jahr 1878 eine Verwaltungsreform durchgeführt wurde, kamen im Jahr 1880 alle drei Anteile von Franken gemeinsam zur neu gegründeten sächsischen Amtshauptmannschaft Glauchau. Franken gehörte ab 1918 zum Freistaat Sachsen.
Am 1. Juli 1950 wurde Franken in die Gemeinde Dürrenuhlsdorf eingegliedert. Durch die zweite Kreisreform in der DDR kam Franken als Ortsteil der Gemeinde Dürrenuhlsdorf im Jahr 1952 zum Kreis Glauchau im Bezirk Chemnitz (1953 in Bezirk Karl-Marx-Stadt umbenannt), ab 1990 als sächsischer Landkreis Glauchau weitergeführt wurde und 1994 im Landkreis Chemnitzer Land bzw. 2008 im Landkreis Zwickau aufging. Mit der Eingemeindung der Gemeinde Dürrenuhlsdorf wurde Franken am 1. Januar 1999 ein Ortsteil der Stadt Waldenburg.

### Dorfkirche Franken
Die ursprüngliche, aus dem Mittelalter stammende Kapelle von Franken war bis 1528 eine Filialkirche der Kirche in Wolkenburg/Mulde. Danach war sie Pfarrkirche, bis sie im Jahr 1555 Filialkirche von Ziegelheim wurde. Der Neubau der Dorfkirche mit klassizistischen Stilelementen erfolgte in den Jahren 1835/36 unter der Herrschaft von Fürst Otto Victor I. von Schönburg-Waldenburg. Die nach italienischem Vorbild entworfene Saalkirche mit Empore ist ein streng geometrischer Bau mit doppeltürmiger Westfront und flachem Satteldach. Seit 1878 war sie Filialkirche von Schlagwitz, zwischen 1936 und 2001 wieder von Ziegelheim. Im Jahr 1965 wurde das Gotteshaus das letzte Mal kirchlich genutzt. Das Gebäude verfiel danach immer mehr, bis 1990 der Dachstuhl einbrach. Nachdem im Jahr 1992 eine Notsicherung und eine Erneuerung des Dachstuhls erfolgten, wurde es 1995 in kommunales Eigentum überführt. Im Jahr 1996 gründete sich der „Förderverein Kirche Franken e.V.“. Im gleichen Jahr erfolgte die Entwidmung der Kirche. Bis zum Jahr 2000 erfolgte eine Restaurierung des Gebäudes. Danach erfolgte die Eröffnung als „Begegnungs- und Veranstaltungszentrum Kirche Franken“, welches für Konzerte, Ausstellungen, Hochzeitsfeiern, Jubiläen und Seminare genutzt werden kann. Die örtliche Kirchgemeinde Franken–Schlagwitz gehört seit 2001 zum Kirchspiel Waldenburg.

## Sehenswürdigkeiten
- Veranstaltungszentrum Kirche Franken[14]
- Denkmalhof Franken[15]
- „Altes Haus“, vermutlich ältestes sächsisches Bauernhaus und zahlreiche Fachwerkhäuser im Ort